# Hans Otto Philipp Martins
Hans Otto Philipp Martins (* 23. Februar 1777 in Berlin; † 30. November 1861 in Halle (Saale)) war ein preußischer Bergbeamter.

## Leben
Er war der Sohn des späteren Akzisedirektors Heinrich Christian Philipp Martins in Berlin. Am 25. Januar 1793 wurde Martins nach dem Besuch des Friedrichswerderschen Gymnasium von der Berg- und Hüttenadministration in Berlin als Expektant angenommen und legte am 1. Februar das Juramendum silentii ab. Am 8. Mai 1795 wurde er zum Hütteneleven und zum 1. Januar 1796 zum Hüttenassistent und Produktenrendant beim Hüttenamt Torgelow ernannt. Nach mehreren Zwischenstufen erfolgte am 15. April 1809 seine Beförderung zum preußischen Oberbergrat bei der im Ministerium des Innern konstituierten Generalbergbaudirektion und zugleich zum ersten Direktor des brandenburgischen Oberbergamts Berlin. Nach zwei Jahren wurde er 1811 zum Geheimen Oberbergrat ernannt. 1833 erfolgte seine Versetzung als Berghauptmann und Direktor des Schlesischen Oberbergamts Brieg.
Am 24. November 1835 entschied König Friedrich Wilhelm von Preußen die Versetzung des bisherigen Berghauptmanns beim Schlesischen Oberbergamt Brieg, des Oberbergrats Martins, in gleicher Eigenschaft an das Sächsisch-Thüringische Oberbergamt Halle. Damit verbunden war die gleichzeitige Versetzung des Berghauptmanns bei dem Westfälischen Oberbergamt Dortmund, Toussaint von Charpentier, auf die freiwerdende Stelle in Brieg und die Beförderung des Oberbergrats Alexander von Mielecki zum Berghauptmann und Direktor des Westfälischen Oberbergamts Dortmund.
Mit Wirkung vom 1. März 1836 trat Martins die Stelle als Berghauptmann in Halle an. Als Jahreseinkommen erhielt er 3200 Taler und eine mit 5 % in Anschlag zu bringende Dienstwohnung. 
Am 1. Februar 1843 fand die Feier seines 50-jährigen Dienstjubiläums statt, bei der er vom König von Preußen geehrt wurde.
Auf eigene Bitte wurde er zum 1. Januar 1850 in den Ruhestand versetzt.

## Ehrungen
- 1837: Schleife zum Roten-Adler-Orden 3. Klasse[2]
- 1843: Stern zum Roten-Adler-Orden 2. Klasse mit Eichenlaub